# 万平ホテル

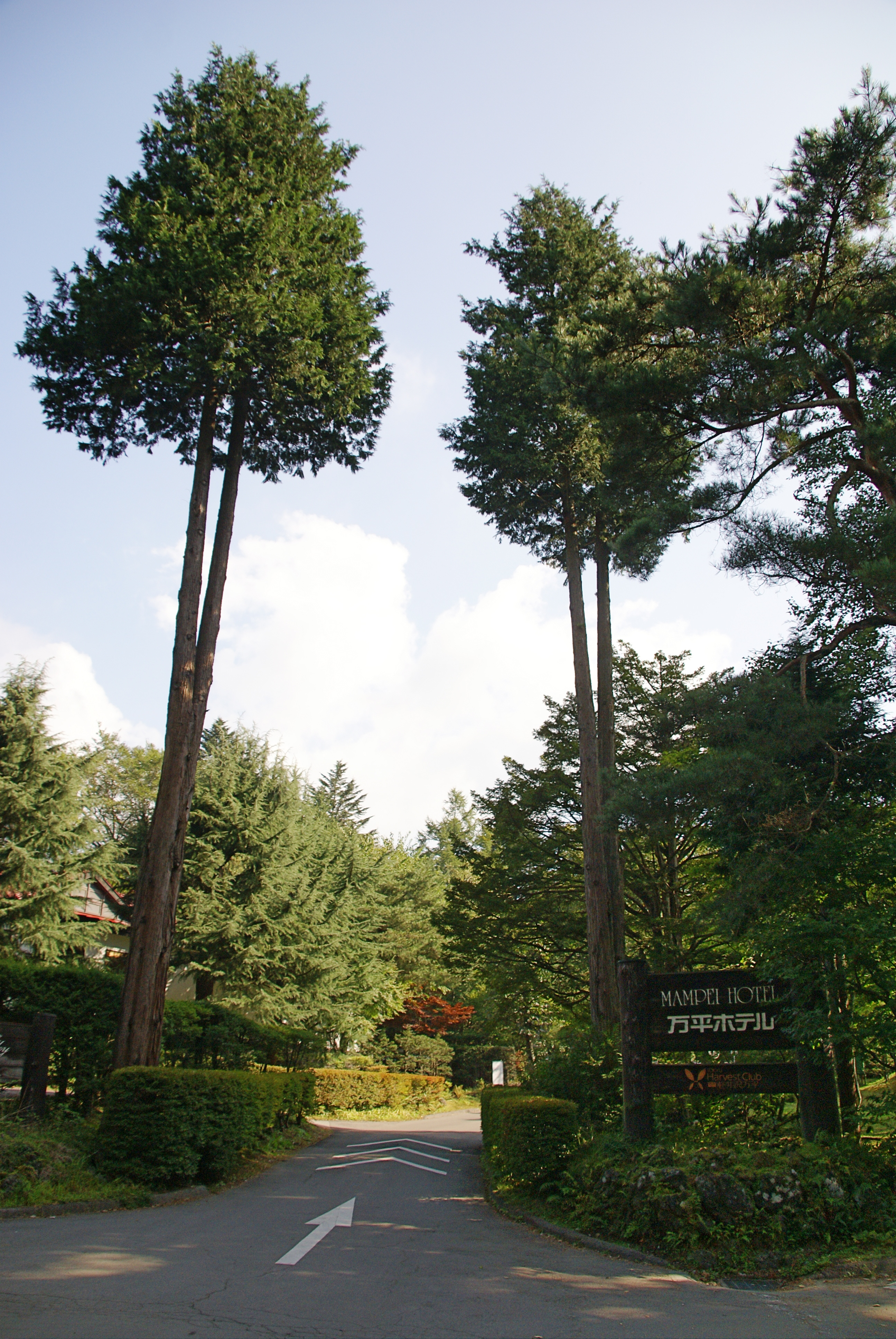
万平ホテル入口

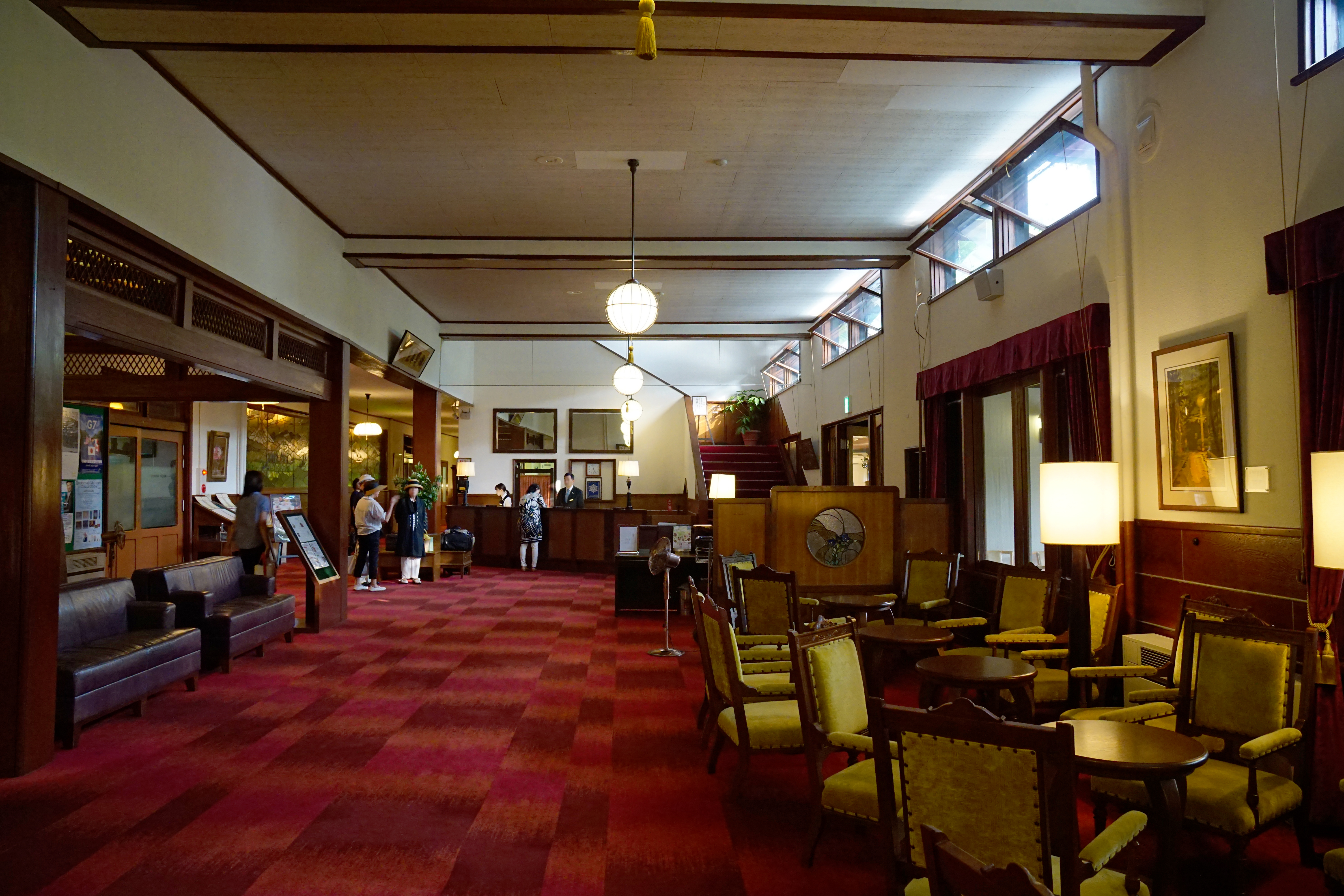
万平ホテルのロビー

万平ホテル（まんぺいホテル、MAMPEI HOTEL）は、長野県北佐久郡軽井沢町にあるクラシックホテルである。軽井沢万平ホテルとも呼ばれる。運営は森トラストのグループ企業である株式会社万平ホテル。

## 歴史
江戸時代中期の1764年（明和元年）頃、佐藤万右衛門が万平ホテルの前身となる旅籠「亀屋」を旧軽井沢銀座（現在の軽井沢郵便局付近）に開業。1886年（明治19年）、避暑地としての軽井沢を、イギリスに気候・建物の雰囲気が似ていることもあり高く評価し、後に軽井沢を日本の代表的な避暑地として世界に向けて紹介した聖公会宣教師アレキサンダー・クロフト・ショーと、その友人の東京帝国大学英語教師ジェームズ・メイン・ディクソンが休業状態に陥っていた亀屋を訪れたことがきっかけとなり、当時の亀屋の主人であった初代・佐藤万平（万右衛門から数えて9代目）は、外国人に応対する技術や生活習慣を学んだ。それを反映させる形で1894年（明治27年）に亀屋ホテルがオープン。現在はこの年に万平ホテル創業という位置付けがされている。
佐藤万平は一人娘である「よし」の婿養子として、後に二代目万平となる佐藤国三郎を迎え、軽井沢が国際リゾートとなると予見し、国三郎に語学や西洋の風習を学ばせホテル経営に必要な知識と経験を得ることとなった。国三郎はショーの聖公会神学校（立教大学の姉妹校）に学んだ。
1902年（明治35年）、ホテルを旧軽井沢銀座から桜の沢に移転した。また、名称を現在の「万平ホテル」にし、シャトー風の外観を持った西洋建築のホテルを新築、本格的なホテル営業を開始した。1918年（大正7年）の初代佐藤万平死去後、万平の娘婿であり、万平と二人三脚でホテルを創り上げてきた佐藤国三郎が「二代目万平」を襲名。現在カフェテラス脇にある銅像は国三郎である。1936年（昭和11年）に西洋建築の本館が解体され、現在の本館アルプス館が完成。設計は日光金谷ホテルも手掛けた久米権九郎、施工は井上組である。ドイツで確立した久米式耐震木構造のベースに、信州の民家風のデザインを取り入れた結果、スイスやドイツの山荘などに見られるハーフティンバー風の外観となった。
1943年（昭和18年）、太平洋戦争に伴い、軽井沢が外国人の強制疎開地に指定されたことを受けて、開戦当時日本と交戦状態になかったソ連とトルコの大使館が万平ホテルに疎開。2年後の1945年8月には、日本を占領下に置いた連合国軍の1国であるアメリカ陸軍第8軍の接収により全館が営業を停止する。このとき、GHQの要請で冬季営業が可能となるように改造を施し、連合国軍将校向け宿泊基地としての機能を果たした。1952年に、アメリカ陸軍による接収が解除され通常営業を再開した。
2000年代に入って、2006年の毎日新聞社主催・ヘリテージング100選や、2007年11月30日、経済産業省の近代化産業遺産に認定されるなど、近代遺産としての評価を受けている。
2018年（平成30年）には万平ホテルアルプス館が登録有形文化財（建造物）に登録された。
2023年（令和5年）、創業130年となる2024年に向け大規模改修改築工事に着手。2023年1月4日から約1年半の営業休止期間を経て、2024 年8月16日ソフトオープン、2024 年10月2日グランドオープンした。この工事によりアルプス館が補強されたほか、鉄筋コンクリートの棟の改築や施設の追加が行われた一方、ザ・ハッピーヴァレィは解体・廃止された。また、避暑地としての特性から創業より長らく冬季は休業していたが、このリニューアルを経て通年営業となった。
各国大使・公使をはじめ、東郷平八郎、室生犀星、堀辰雄、佐佐木信綱、幸田延、小泉信三、田中耕太郎、円地文子、池波正太郎、三島由紀夫、辛格浩、ウォルター・ウェストン、カール・シャウプ、ジョン・レノン、秋篠宮家など、多くの著名人が宿泊した。また歴代内閣総理大臣ら政治家たちの会談の場として使用されたり、芥川龍之介、レオナール・フジタ、川口松太郎、マイケル・オブ・ケント王子が滞在中に立ち寄るなど、軽井沢に滞在した多くの著名人が訪れた。
軽井沢にゆかりのある作品の多くにこのホテルが登場しており、スタジオジブリ映画『風立ちぬ』に登場する「草軽ホテル」のモデルとなったことで知られる。

## 宿泊施設
木造建築のため全室禁煙となっている本館アルプス館をはじめ、ウスイ館、アタゴ館、コテージ（4名定員のファミリータイプ2棟と、2名定員のツインタイプ1棟）、コンベンションホール「ザ・ハッピーヴァレイ」から成る。その他に宴会場、会議室、売店、2面のテニスコート、レンタサイクル、100台収容可能の駐車場などを完備している。
また、館内には「万平ホテル史料室」がある。万平ホテル史料室には、ホテルの歴史に関する史料や調度品をはじめ、1964年東京オリンピック委員会からの感謝状や、1972年に当時日本の首相であった田中角栄と、アメリカ・国家安全保障担当大統領補佐官のヘンリー・キッシンジャーが会談の際に座った椅子、一家で避暑の定宿としていたジョン・レノンが気に入ったとされるピアノなどが展示されている。

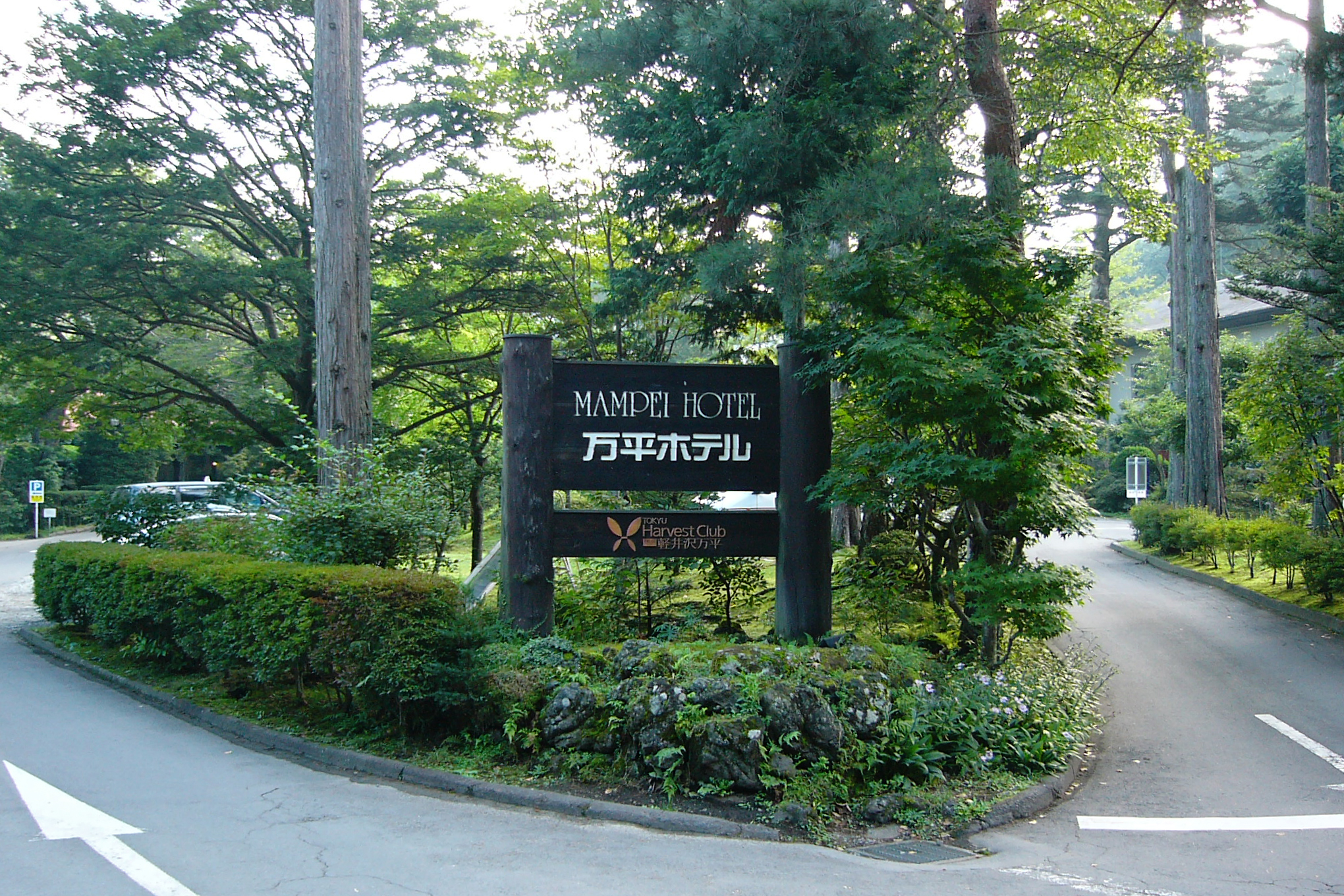
「東急ハーヴェストクラブ軽井沢万平」営業当時のサイン（2005年9月撮影）

敷地内には東急リゾートサービスと提携し、万平ホテルが運営する全客室数22室の会員制リゾートホテル「東急ハーヴェストクラブ軽井沢万平」があった。元々万平ホテル欅館として営業していた建物を利用して、1989年7月14日に開業した。万平ホテルとはホテル1階の通路で結ばれている。2009年7月「東急ハーヴェストクラブ軽井沢万平」の営業を終了。改装を加え、新たに万平ホテル「別館」として営業を開始。

## 料飲施設

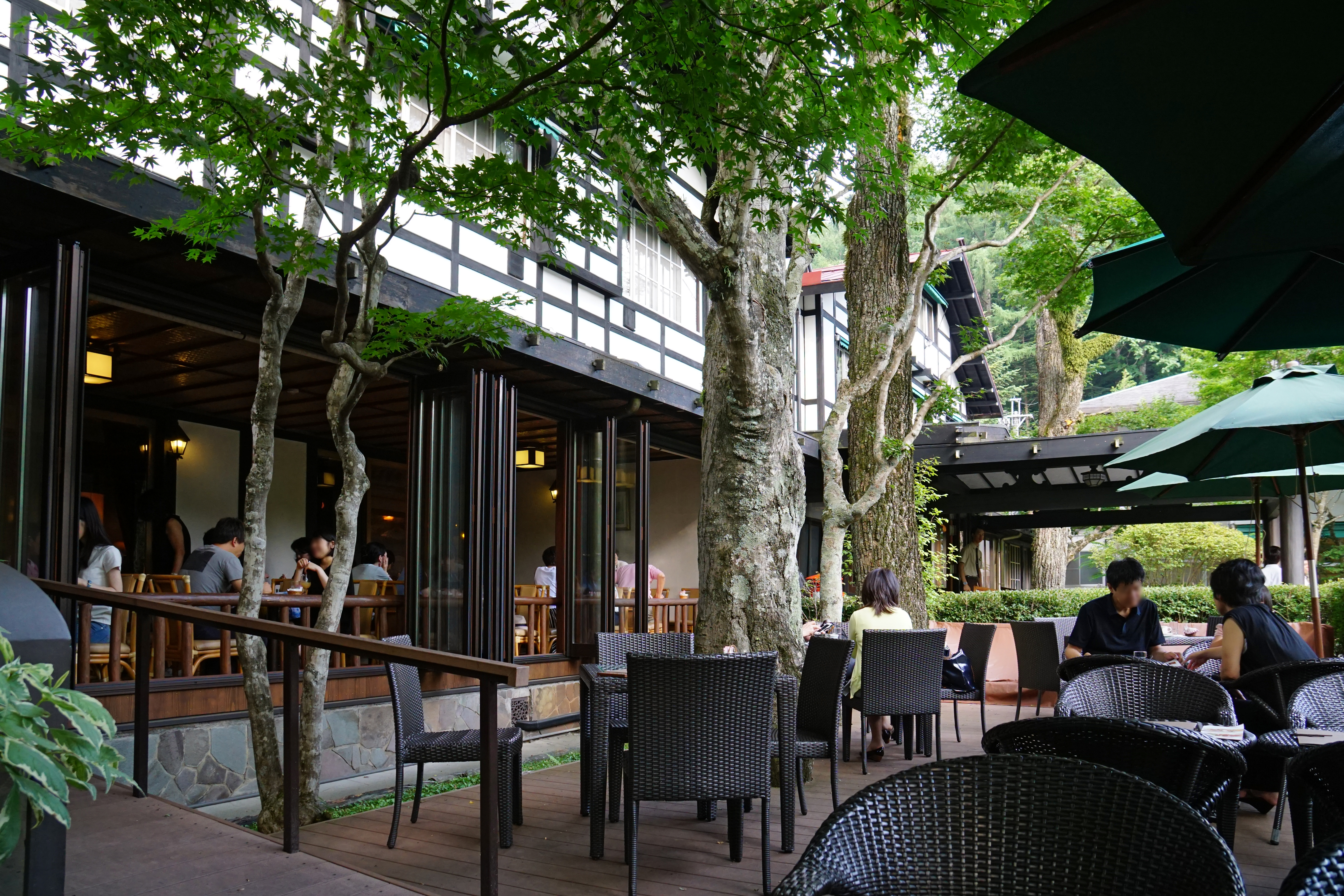
万平ホテルのカフェテラス

- メインダイニングルーム
昭和初期の風俗を描いたステンドグラスがはめられている。絵の作者は宇野澤秀夫である[5]。
- 萬山楼 - 中国料理
- 熊魚菴たん熊北店 - 京会席・鉄板焼（2022年に閉店）
建物の「桧館」は三井十一家のひとつ鳥居坂家（のちの永坂町家）の東京の邸宅の一部で、総ヒノキ造りだった。大正時代に移築され、万平ホテル日本館として利用されていたが、戦後進駐軍に接収され、将校用のサービス施設として使われたのち、夏期別荘を経て、2002年より2022年までレストラン施設として使われていた。
- 割烹熊魚菴 - 日本料理
- バー
- カフェテラス
1976年から4年間、避暑のために滞在していたジョン・レノン[14]は、オノ・ヨーコと共にホテル1階のカフェテラスにて好物であるロイヤルミルクティーを注文したが、当時のメニューにはなかった。しかしその作り方をジョン自身が直伝し、以来ロイヤルミルクティー（John's favorite royal milktea）がメニューに存在している[15][16]が、現在はそのミルクティーに生クリームを加えたものを提供している[17]。また、ジョン・レノン・ミュージアム内にあった「ジョン・レノン・ミュージアム・カフェ」は万平ホテルが運営していた（2006年3月31日に閉店し、跡地は図書館になっている）。

## 沿革
万平ホテル
- 江戸時代後期 - 旅籠「亀屋」として開業。
- 1894年（明治27年） - 亀屋をホテルに改装。「亀屋ホテル」へ改称、創業。
- 1896年（明治29年） - 名称を亀屋ホテルから「萬平ホテル」に改める。
- 1902年（明治35年） - 桜の沢に移転新築。名称は萬平ホテルから「万平ホテル」になる。
- 1925年（大正14年） - 株式会社国際観光ホテルとして法人を設立。
- 1936年（昭和11年） - 本館解体後、本館アルプス館完成。
- 1963年（昭和34年） - 欅館（現在の別館）新築。
- 1970年（昭和45年） - アサマ（浅間）館（会議室・桜の間）新築。
- 1975年（昭和50年） - アタゴ（愛宕）館改築。
- 1990年（平成2年） - 株式会社万平ホテルに社名変更。
- 1997年（平成9年）2月 - 森ビル開発株式会社（現在の森トラスト株式会社）が資本・経営参加を開始。
- 1999年（平成11年） - コテージ3棟「八ヶ岳」「白馬」「上高地」新築。
- 2001年（平成13年） - ウスイ（碓氷）館を全面改築。
- 2004年（平成16年） - 万平ホテル史料室オープン。
- 2009年（平成21年） - 東急ハーヴェストクラブ軽井沢万平の営業を終了、改装を加え「万平ホテル 別館」として営業開始。
- 2023年（令和5年） - リニューアルのため営業休止
- 2024年（令和6年） - リニューアルオープン

万平ホテル以外の株式会社万平ホテルが運営したホテル
- 1927年（昭和2年） - 熱海万平ホテル開業。
- 1931年（昭和6年） - 東京万平ホテル開業。
- 1932年（昭和7年） - 八洲ホテル（後のホテルヤシマ）開業。
- 1933年（昭和8年） - 名古屋万平ホテル開業。
- 1937年（昭和12年） - 名古屋万平ホテル譲渡。
- 1939年（昭和14年） - 東京万平ホテル閉鎖。
- 1944年（昭和19年） - 熱海万平ホテル閉鎖。後に東京鉄道病院に売却。
- 1945年（昭和20年）3月19日 - 空襲により、名古屋万平ホテル焼失。
- 1957年（昭和32年） - ホテルヤシマ閉鎖。

## 万平ホテルアルプス館
万平ホテルアルプス館は1936年（昭和11年）に建築された木造三階建、金属板葺の建物。2018年（平成30年）11月2日に登録有形文化財（建造物）に登録された。

## 幸福の谷

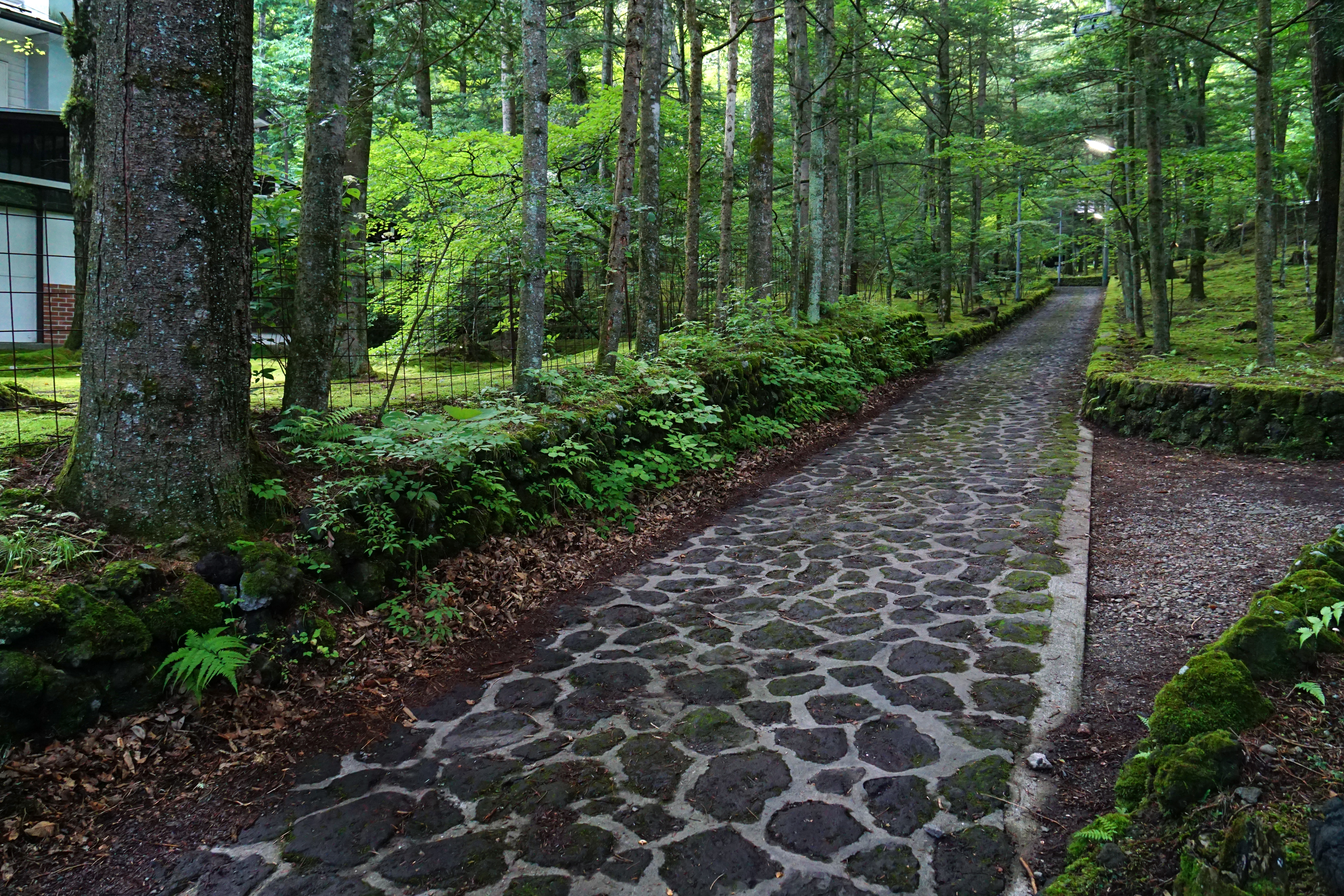
Happy Valley（幸福の谷）

ホテル裏手には、かつて宣教師たちがその美しさに感激して「Happy Valley（幸福の谷）」と名づけた古い別荘地がある。この小さな谷間には苔むした古い石垣と石畳の道が伸びており、三笠通りや細川侯爵邸の桂並木などとともに、軽井沢の写真素材によく使われる景勝地となっている。名前の由来は、イギリスの作家ダフニ・デュ・モーリエの小説『幸福の谷』（1932年）や『レベッカ』（1938年）に登場する、コーンウォール地方にある苔むした美しい散歩道「幸福の谷（Happy Valley）」と考えられている。地元では古くから「桜の沢」とも呼ばれている。
この別荘地には、川端康成、エドウィン・O・ライシャワー、ジョン・レノン&オノ・ヨーコ夫妻らの別荘があった。また堀辰雄の小説『風立ちぬ』の最終章「死のかげの谷」の舞台にもなった。

## 関連項目

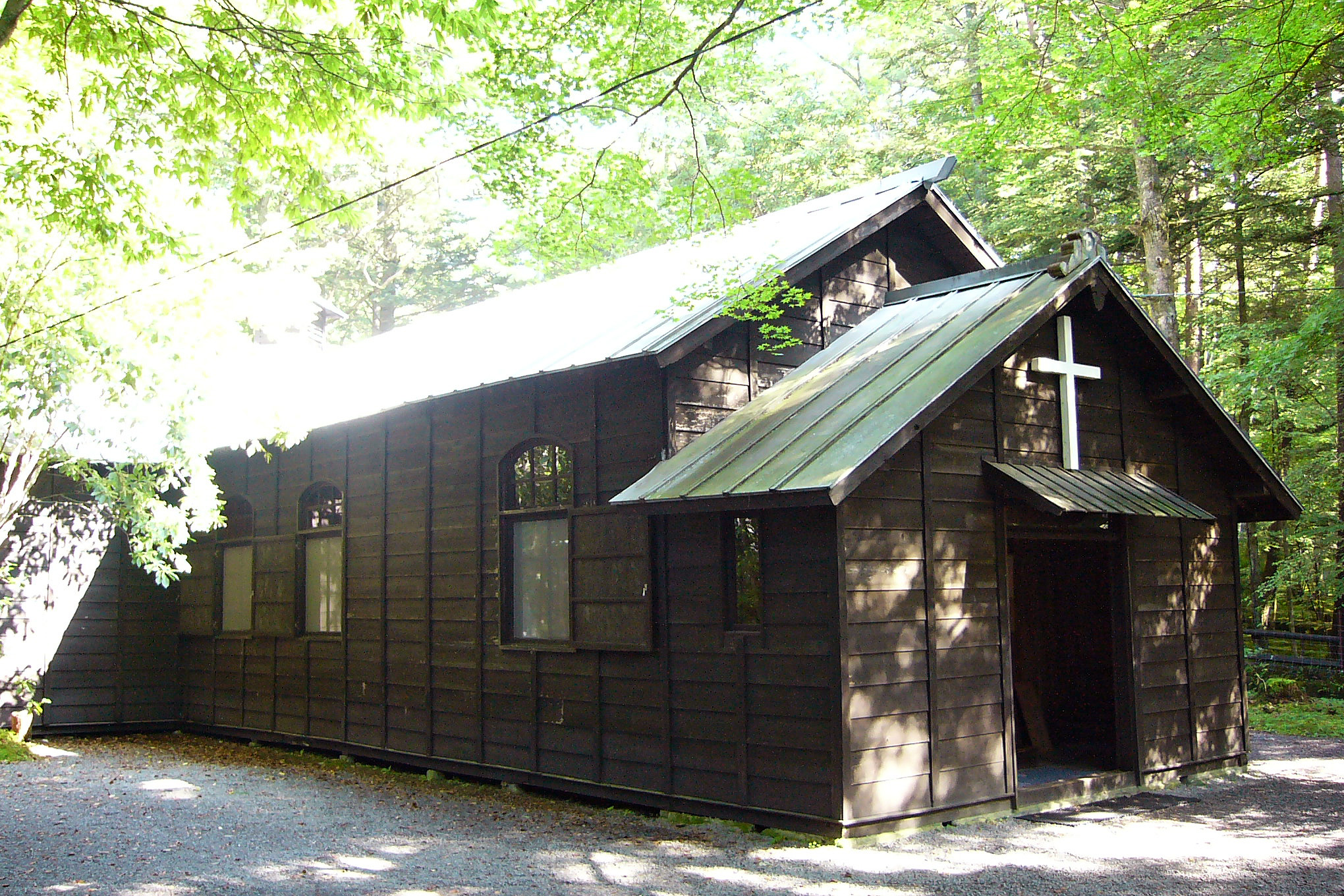
ショー記念礼拝堂